# Nation (Bad Wolves)
Nation (stilizzato  N.A.T.I.O.N.) è il secondo album in studio del gruppo musicale statunitense Bad Wolves, pubblicato nel 2019.

## Tracce
1. I'll Be There – 4:02
2. No Messiah – 4:20
3. Learn to Walk Again – 2:47
4. Killing Me Slowly – 3:57
5. Better Off This Way – 3:22
6. Foe or Friend – 3:26
7. Sober – 3:15
8. Back in the Days – 3:43
9. The Consumerist – 3:29
10. Heaven So Heartless – 3:35
11. Crying Game – 3:11
12. L.A. Song – 3:33

## Formazione
- Tommy Vext – voce
- Doc Coyle – chitarra, cori
- Chris Cain – chitarra, cori
- Kyle Konkiel – basso, cori
- John Boecklin – batteria